# Жидовици
Жидовици (раније Жидовићи) је насеље у општини Пљевља у Црној Гори. Према попису из 2003. било је 653 становника (према попису из 1991. било је 631 становника).

## Демографија
У насељу Жидовици живи 490 пунолетних становника, а просечна старост становништва износи 34,5 година (32,9 код мушкараца и 36,1 код жена). У насељу има 180 домаћинстава, а просечан број чланова по домаћинству је 3,63.
Ово насеље је углавном насељено Србима (према попису из 2003. године), а у последња три пописа, примећен је пораст у броју становника.
|  |

| Демографија | Демографија | Демографија |
| Година      | Становника  | Становника  |
| ----------- | ----------- | ----------- |
|             |             |             |
|             |             |             |
|             |             |             |
|             |             |             |
| 1948.       | 245         |             |
| 1953.       | 231         |             |
| 1961.       | 245         |             |
| 1971.       | 243         |             |
| 1981.       | 392         |             |
| 1991.       | 631         | 629         |
| 2003.       | 661         | 653         |
|             |             |             |

| Етнички састав према попису из 2003.‍ | Етнички састав према попису из 2003.‍ | Етнички састав према попису из 2003.‍ | Етнички састав према попису из 2003.‍ | Етнички састав према попису из 2003.‍ |
| ------------------------------------ | ------------------------------------ | ------------------------------------ | ------------------------------------ | ------------------------------------ |
|                                      |                                      |                                      |                                      |                                      |
| Срби                                 | Срби                                 |                                      | 538                                  | 82,38%                               |
| Црногорци                            | Црногорци                            |                                      | 82                                   | 12,55%                               |
| Хрвати                               | Хрвати                               |                                      | 1                                    | 0,15%                                |
| непознато                            | непознато                            |                                      | 9                                    | 1,37%                                |

| Година пописа     | 1948. | 1953. | 1961. | 1971. | 1981. | 1991. | 2003. |
| ----------------- | ----- | ----- | ----- | ----- | ----- | ----- | ----- |
| Број домаћинстава | 40    | 38    | 42    | 49    | 89    | 167   | 181   |

| Број чланова      | 1   | 2  | 3  | 4  | 5  | 6  | 7  | 8 | 9 | 10 и више | Просек |
| ----------------- | --- | -- | -- | -- | -- | -- | -- | - | - | --------- | ------ |
| Број домаћинстава | 180 | 15 | 36 | 23 | 58 | 30 | 13 | 3 | 2 | 0         | 0      |

| Пол    | Укупно | Неожењен/Неудата | Ожењен/Удата | Удовац/Удовица | Разведен/Разведена | Непознато |
| ------ | ------ | ---------------- | ------------ | -------------- | ------------------ | --------- |
| Мушки  | 252    | 81               | 162          | 5              | 2                  | 2         |
| Женски | 274    | 65               | 158          | 42             | 5                  | 4         |
| УКУПНО | 526    | 146              | 320          | 47             | 7                  | 6         |

| Пол    | Укупно                    | Пољопривреда, лов и шумарство | Рибарство                            | Вађење руде и камена | Прерађивачка индустрија       |
| ------ | ------------------------- | ----------------------------- | ------------------------------------ | -------------------- | ----------------------------- |
| Мушки  | 133                       | 7                             | 0                                    | 26                   | 12                            |
| Женски | 30                        | 0                             | 0                                    | 0                    | 3                             |
| УКУПНО | 163                       | 7                             | 0                                    | 26                   | 15                            |
| Пол    | Производња и снабдевање   | Грађевинарство                | Трговина                             | Хотели и ресторани   | Саобраћај, складиштење и везе |
| Мушки  | 10                        | 8                             | 3                                    | 3                    | 17                            |
| Женски | 2                         | 1                             | 4                                    | 3                    | 0                             |
| УКУПНО | 12                        | 9                             | 7                                    | 6                    | 17                            |
| Пол    | Финансијско посредовање   | Некретнине                    | Државна управа и одбрана             | Образовање           | Здравствени и социјални рад   |
| Мушки  | 0                         | 0                             | 22                                   | 3                    | 0                             |
| Женски | 1                         | 0                             | 2                                    | 6                    | 2                             |
| УКУПНО | 1                         | 0                             | 24                                   | 9                    | 2                             |
| Пол    | Остале услужне активности | Приватна домаћинства          | Екстериторијалне организације и тела | Непознато            | Непознато                     |
| Мушки  | 3                         | 0                             | 0                                    | 19                   | 19                            |
| Женски | 0                         | 0                             | 0                                    | 6                    | 6                             |
| УКУПНО | 3                         | 0                             | 0                                    | 25                   | 25                            |